# Kabylien
Kabylien (kabylsk: Tamurt Iqbayliyen, Tamurt n Leqbayel eller Tamurt idurar) er en historisk og etnisk region i nordlige Algeriet som ligger mellem Algier i vest og Skikda i øst.
Der er en del af Tell Atlas og ligger i den vestlige ende af Middelhavet. Kabylien dækker flere provinser i Algeriet: hele Tizi Ouzou og Bejaia (Bgayet), størstedelen af Bouira (Tubirett) og dele af landsbyerne Bordj Bou Arreridj, Jijel, Boumerdes, og Setif. Gouraya nationalpark og Djurdjura nationalpark ligger også i Kabylien. Regionen er inddelt i Stor-Kabylien og Små-Kabylien.
Som den moderne arvtager til den historiske berberkulturen, Kabylien betragtes som den vestlige civilisations vugge.
Det er vigtigt ikke at blande «Kabylien» og den kabylske befolkning andre stader i verden sammen: omkring 25 % af kabyle-folket bor i hovedstadsregionen Algiers. Denne artikel omfatter altså den historiske region «Kabylien».